# Aguieiras
Aguieiras es una freguesia portuguesa del municipio de Mirandela, con 14,68 km² de superficie y 475 habitantes (2001). Su densidad de población es de 25,5 hab/km².